# Horikita Maki
Horikita Maki (堀北 真希 Horikita Maki, Quật Bắc Chân Hy) (sinh ngày 6 tháng 10 năm 1988 với tên Hara Marina, tại Kiyose, Tokyo) là một nữ diễn viên người Nhật. Horikita Maki bắt đầu sự nghiệp từ năm 2003 trong vai trò là một thần tượng U-15 và lần lượt xuất hiện trong một số phim truyền hình Nhật Bản, các quảng cáo trên ti vi và tạp chí, và phim điện ảnh Nhật Bản. Vào ngày 01.03.2017, cô đã viết một bức thư tay gửi tới người hâm mộ thông qua công ty quản lý của mình là Sweet Power để thông báo chính thức từ giã sự nghiệp sau 14 năm hoạt động miệt mài.

## Tiểu sử

### Thời thơ ấu
Horikita Maki là con đầu tiên trong gia đình ba chị em gái. Trong suốt thời thơ ấu, tính tình cô giống như con trai, ví dụ như khi học trung học, cô có sở thích chơi bóng rổ và bóng chày với các bạn trai trong kỳ nghỉ. Khi học tiểu học, cô thích chơi Dragon Ball Z với bạn trai hơn là chơi chung với bạn gái. Bởi vì khi chơi cùng con gái, cô không thể đóng vai công chúa trong trò chơi công chúa-hoàng tử được.
Khi tham gia với tư cách là khách mời của chương trình Cartoon KAT-TUN của nhóm nhạc KAT-TUN, cô thổ lộ là lúc bé rất thích bắt chước mẹ.

### Học vấn
Hồi học phổ thông, cô đảm nhận vai trò là phó chủ tịch hội học sinh và đội phó đội bóng rổ. Cô còn được biết đến với cái tên "Nữ hoàng 3-C", nghĩa là lớp trưởng. Vì ngày càng bận rộn với các hoạt động trong ngành công nghiệp giải trí, cô đã rời khỏi hội học sinh và đội bóng rổ. Cô đã quyết định đầu tư thời gian cho việc học và nghiệp diễn xuất.
Sau khi tốt nghiệp trung học, cô thi đậu vào trường Chuo University, được biết đến là một trường Luật, nhưng không rõ cô có học luật hay không.

## Sự nghiệp

### Người mẫu
Vào cuối năm 2003, Horikita bắt đầu làm người mẫu cho nhiều quảng cáo khác nhau và có những vai diễn phụ trong phim truyền hình và phim điện ảnh. Sách ảnh đầu tiên của cô trong hình ảnh thần tượng gravure loại nhẹ. Tuy nhiên, sự nghiệp người mẫu áo tắm tồn tại rất ngắn khi cô đã từ bỏ nó để tập trung cho nghề diễn viên và đóng quảng cáo.
Một vài hoạt động thương mại của cô là quảng cáo cho Ice Yogurt và Shasha cho sản phẩm sô-cô-la Lotte (cụ thể là nhánh thương hiệu Ghana và Airs). Trong năm 2008, cô được chọn làm người đại diện cho dòng xe ô tô Step wagon của Honda Nhật Bản. Hiện tại, Horikita là gương mặt đại diện trong các chiến dịch quảng cáo dòng điện thoại DoCoMo (của mạng di động NTT), FujiFilm Fuji Color và Suntory.
Horikita xuất hiện rất nhiều trên các ấn phẩm tạp chí của nam giới và bạn trẻ, hầu hết trong số ấy đều có hình ảnh của cô trên trang bìa.

### Diễn viên
Trong năm 2005, cô thu hút được nhiều sự chú ý với hai bộ phim liên tiếp Densha Otoko và Nobuta wo Produce. Sự thể hiện xuất sắc trong Nobuta wo Produce với vai cô học sinh nhút nhát Nobuko Kotani đã mang lại cho cô giải thưởng Nhật Bản Nữ diễn viên phụ xuất sắc nhất. Ngoài ra, chuyện tình cảm giữa nhân vật cô thể hiện, Nobuko, thường biết đến dưới tên Nobuta, và Kusano Akira, được thể hiện bởi thần tượng nam Nhật Bản Yamashita Tomohisa, cũng rất được chú ý, đã mang đến cho cả hai người vai chính trong một bộ phim khác, Kurosagi. Horikita đã giành giải thưởng Nữ diễn viên phụ xuất sắc nhất lần thứ hai của cô trong phim này.
Đến năm 2007, vai diễn Ashiya Mizuki của cô trong bộ phim được làm dựa trên manga Hana-Kimi của Nhật Bản,Hanazakari no Kimitachi E, đã mang lại giải thưởng Nữ diễn viên xuất sắc nhất đầu tiên của cô. Sau khi hoàn tất phim đó, cô tham gia họp báo cho ba dự án khác: phim lịch sử dài tập Atsuhime; Tokyo Shōnen, cô thể hiện vai một nhân vật mắc bệnh tâm thần đa nhân cách; và phần tiếp theo của phim điện ảnh nổi tiếng Always: Sunset on Third Street. Những nỗ lực của Horikita được trả công xứng đáng khi cô được Vogue Nippon bình chọn là một trong 11 Người phụ nữ của năm (giải thưởng) 2007.
Sau 2 năm kể từ khi bắt đầu phát sóng Kurosagi, năm 2008, đài truyền hình TBS đưa bộ phim truyền hình Kurosagi tái hiện trên màn ảnh rộng, cô tiếp tục đảm nhận vai Tsurara Yoshikawa. Bộ phim được biết đến đã mang về khoảng 15.5 triệu đô-la Mỹ, trong khi đó chi phí thực hiện chỉ vào khoảng 2 triệu đô-la Mỹ. Vào tháng 10 cùng năm, cô ấy lại một lần nữa xuất hiện trên màn ảnh nhỏ cùng với Kitagawa Yuujin, giọng ca chính của ban nhạc đôi Yuzu. Đây là lần đầu tiên Horikita nhận vai chính trong một phim giờ vàng của đài FujiTV mang tên Innocent Love. Lần này cô thể hiện vai một cô gái đơn độc nhưng đầy nghị lực sống..
Đến cuối năm 2008, trong một bộ phim điện ảnh hợp tác giữa Nhật và Hollywood, được chuyển thể từ tiểu thuyết nổi tiếng Memoirs of a Teenage Amnesiac(2007) của tác gia Gabrielle Zevin.. Cô được mời thủ vai chính Naomi, một học sinh trung học bị mất ký ức trong một tai nạn và rơi vào mối tình tay tư với 3 bạn học nam. Phim có sự góp mặt của 2 diễn viên Hollywood là Anton Yelchin và Emma Roberts.
Sau năm 2009 có phần lặng lẽ, nửa đầu năm 2010 Horikita xuất hiện liên tiếp trong 2 bộ phim truyền hình là Tokujo Kabachi!!, phim về đề tài luật pháp, và Wagaya no Reikishi, phim kỷ niệm 50 năm thành lập của đài Fuji TV với sự góp mặt của nhiều diễn viên nổi tiếng. Phim điện ảnh Memoirs of a Teenage Amnesiac tuy hoàn thành từ năm 2009 nhưng phải đến đầu năm 2010 mới ra rạp với tên Dareka ga Watashi ni Kiss wo Shita ~Memoirs of a Teenage Amnesiac~. Cùng năm 2010, Maki tham gia phim điện ảnh Ohoku công chiếu vào tháng 10 và Byakuyakou dự kiến ra mắt vào mùa xuân năm 2011. Giữa tháng 8 năm 2010 Maki sẽ tái ngộ với bạn diễn Oguri Shun (trong HanaKimi) và Osamu Mukai (trong Atashichi no Danshi) trong phim truyền hình đặc biệt (tanpatsu) của đài TBS.

### Phát thanh (radio)
Từ 2005-2009, Horikita là người dẫn chương trình của chuyên mục GIRLS LOCKS!, một nhánh của chương trình phát thanh SCHOOL OF LOCKS! của Nhật Bản. Cô thường trả lời thính giả bằng cách gọi điện thoại và hay giới thiệu sách cho các bạn nghe đài.

### Lồng tiếng
Cô cũng đảm nhậm vai trò anime seiyu cho phim hoạt hình Đôrêmon: Nôbita và truyền thuyết Thần rừng, thể hiện vai công chúa của "Hành tinh xanh," người đã mang tất cả cây cối trên Trái Đất đi vì sự tàn phá môi trường ở Địa Cầu.
Năm 2006, cô cũng đã hoàn tất vai trò lồng tiếng trong trò chơi điện tử Professor Layton series.
Đầu năm 2009, cô đã góp giọng trong bộ phim hoạt hình Bỉ có tựa đề Cuộc du hành không gian của Nat/Bay đến cung trăng, cô thể hiện giọng của nhân vật chính, một chú ruồi trẻ tuổi quyết định thám hiểm vũ trụ.

## Phim đã tham gia

### Phim điện ảnh
| Năm  | Tên phim                               |
| ---- | -------------------------------------- |
| 2003 | COSMIC RESCUE                          |
|      | Seventh Anniversary                    |
| 2004 | Sekai no Chuushin de Ai wo Sakebu      |
|      | Shibuya Ghost Story                    |
|      | Shibuya Ghost Story 2                  |
|      | HIRAKATA                               |
|      | Ghost Story New Mimifcro               |
|      | J-Horror Theater Prophecy              |
| 2005 | Yogen                                  |
|      | Gyakkyou Nine                          |
|      | HINOKIO                                |
|      | Crimson                                |
|      | Shinku                                 |
|      | Always Sanchōme no Yūhi                |
| 2006 | Ketai Daka                             |
|      | Haru No Ibasho                         |
|      | TRICK 2                                |
|      | One Missed Call: Final                 |
| 2007 | Always Zoku Sanchōme no Yūhi           |
|      | Argentina Hag                          |
|      | Koisuru Nichiyoubi ~Watashi.Koishita   |
| 2008 | Tokyo Shounen                          |
|      | Kurosagi                               |
|      | Nobita and the Green Giant Legend 2008 |
| 2009 | Nat's Space Adventure 3D               |
|      | Professor Layton and the Eternal Diva  |
| 2010 | Memoirs of a Teenage Amnesiac          |
|      | Ohoku                                  |
| 2011 | Byakuyakou                             |

### Phim truyền hình
| Tên phim                            | Nhân vật           | Loại vai  | Năm  | Đài phát sóng |
| ----------------------------------- | ------------------ | --------- | ---- | ------------- |
| Densha Otoko                        | Yamada Aoi         | Vai phụ   | 2003 | Fuji TV       |
| Keitai Deka Zenigata Mai            | Zenigata Mai       | Vai chính |      | TBS           |
| Doubutsu no Oisha-san               | ??                 | Vai phụ   |      | TV Asahi      |
| Division 1 - Stage 8 ("Houkago")    | Michida Mayuko     | Vai phụ   | 2004 | Fuji TV       |
| Kaidan Shin Mimibukuro              | ??                 | Vai phụ   |      | TBS           |
| Ningen no Shoumei                   | Kouri Sayaka       | Vai phụ   |      | Fuji TV       |
| Akechi Kogoro VS Kindaichi Kosuke   | ??                 | Vai phụ   | 2005 | ??            |
| Densha Otoko                        | Yamada Aoi         | Vai phụ   |      | Fuji TV       |
| Nobuta wo Produce                   | Kotani Nobuko      | Vai chính |      | NTV           |
| Hontou ni Atta Kowai Hanashi        | ??                 | Vai phụ   | 2006 | Fuji TV       |
| Tsubasa No Oreta Tenshitachi        | Yuna/Komine Nanako | Vai chính |      | Fuji TV       |
| Kurosagi                            | Yoshikawa Tsurara  | Vai phụ   |      | TBS           |
| Densha Otoko DX~Saigo No Seizen     | Yamada Aoi         | Vai phụ   |      | Fuji TV       |
| Teppan Shoujo Akane                 | Kagura Akane       | Vai chính |      | TBS           |
| Seito Shokun!                       | Kimura Juria       | Vai phụ   | 2007 | TV Asahi      |
| Hanazakari no Kimitachi e           | Ashiya Mizuki      | Vai chính |      | Fuji TV       |
| Deru Toko Demasho!                  | Kamei Shizuka      | Vai chính |      | Fuji TV       |
| Koi no Karasawagi (Namaiki No Onna) | ??                 | Vai chính |      | NTV           |
| Atsuhime                            | Kazunomiya Chikako | Vai phụ   | 2008 | NHK           |
| Tokyo Daikushu                      | Sakuragi Haruko    | Vai chính |      | NTV           |
| Hanazakari no Kimitachi e SP        | Ashiya Mizuki      | Vai chính |      | Fuji TV       |
| Innocent Love                       | Akiyama Kanon      | Vai chính |      | Fuji TV       |
| Chance: Kanojo ga Seiko Shita Riyu  | Kawamura Tamaki    | Vai chính | 2009 | Fuji TV       |
| Atashinchi no Danshi                | Chisato Mineta     | Vai chính |      | Fuji TV       |
| Tokujo Kabachi!!                    | Sumiyoshi Misuzu   | Vai phụ   | 2010 | TBS           |
| Wagaya no Reikishi                  | Yame Namiko        | Vai phụ   |      | Fuji TV       |
| Kikoku                              | Yoko               | Vai phụ   |      | TBS           |

## Quảng cáo
- Nintendo GBA: Fire Emblem (2003)
- Nissinbo: Cotton Feel (2004)
- Try@HOME: (2005)
- KONAKA: KONAKA (2007)
- Shiseido: (2007 - 2009)
- Sound Shower Wedding Fashion Show (2008)
- Honda: STEP WGN (2008)
- Fujifilm: (2004 - nay)
- Lotte: (2005 - nay)
- Suntory: (2005 - nay)
- NTT Docomo: (2008 - nay)

## Khác

### Minh họa video clip ca nhạc
- Remioromen: Sangatsu Kokonoka PV (2005)
- BUMP OF CHICKEN: Namida no Furusato PV (2006)
- Janne Da Arc: Furimukeba PV (2006)
- Going Under Ground: Hatsu Koi (2008)

### Sách ảnh
- Shinkaron
- Bijomegane 2
- Hikokigumo
- NS Eyes
- Castella
- Missmatch
- Cinematic
- Shinkansen & Love
- S

### Trò chơi
- Layton Kyoju Series (lồng tiếng nhân vật Luke)

### Giải thưởng
- Giải thưởng truyền hình lần thứ 47: Nữ diễn viên phụ xuất sắc nhất (Nobuta wo Produce)
- Giải thưởng truyền hình lần thứ 49: Nữ diễn viên phụ xuất sắc nhất (Kurosagi)
- Giải thưởng hàn lâm Nhật Bản lần thứ 29: Diễn viên mới xuất sắc nhất (Always: Sunset on Third Street)
- MTV STUDENT VOICE AWARDS 2006: Nữ diễn viên trẻ xuất sắc nhất
- Bảng xếp hạng thần tượng Nhật Bản U-20 năm 2007: hạng #4
- Giải thưởng Beauty Week 2007: Most Stylish Hairstyle for Short Hair division
- Giải thưởng truyền hình lần thứ 54: Nữ diễn viên chính xuất sắc nhất (Hanazakari no Kimitachi E)
- Vogue Nippon - Women of the Year 2007: một trong 11 nhân vật
- TV Life: Nữ diễn viên chính xuất sắc nhất (Hanazakari no Kimitachi E)
- Bảng xếp hạng thần tượng Nhật Bản năm 2008: Hạng #2
- Jewelry Best Dresser (thiếu niên) năm 2008, được trao tặng bởi Hiệp hội Nữ trang Nhật Bản[9].